# 豊川橋梁 (名鉄名古屋本線)
豊川橋梁（とよがわきょうりょう）は、愛知県豊橋市の豊川に架かり、名古屋鉄道名古屋本線の豊橋駅と伊奈駅の間にある鉄道橋である。
橋梁のある区間（豊橋・平井信号場間）は東海旅客鉄道（JR東海）飯田線との共用区間であり、それぞれの単線を共用して、実質的に複線として使用されている。本項では、名古屋鉄道が所有する上り線の橋梁について述べる。

## 概要
1927年（昭和2年）6月、愛知電気鉄道の豊橋延長時に架橋された。この際、1897年（明治30年）に豊川に架橋していた豊川鉄道と線路共用を行う協定が結ばれ、上り線を愛知電気鉄道、下り線を豊川鉄道が所有し、共用により実質的に複線として使用されることとなる。1935年（昭和10年）に愛知電気鉄道は名岐鉄道と合併して名古屋鉄道になり、1943年（昭和18年）に豊川鉄道の路線が国鉄に戦時買収された後、1987年（昭和62年）にJR東海になった後の現在も、この協定により名古屋鉄道の豊川橋梁をJR飯田線の列車が通過する。
この上り線の豊川橋梁の所有は名古屋鉄道であるが、信号取扱い・給電・保線などの基本部分がすべてJR東海の管轄となっている。稀に飯田線が優先されると言われていることがあるが、そのようなことはない。名鉄線の遅れで、飯田線が平井信号場で抑止となることも多々発生している。
また上路ガーダー構造のため、台風など強風による運転規制を受けやすく、その場合伊奈 - 豊橋間が不通となる。
- 供用： 1927年（昭和2年）6月
- 延長： 249.5m　単線式
- 構造： 鋼上路桁
- 区間： 愛知県豊橋市横須賀町 - 愛知県豊橋市北島町